# Kim Čchol-su
Kim Čchol-su (* 12. září 1982) je bývalý severokorejský zápasník–judista.

## Sportovní kariéra
Na mezinárodní scéně se poprvé objevil v roce 2006 na Asijských hrách v Dauhá. V roce 2008 se kvalifikoval na olympijské hry v Pekingu, kde nestačil ve čtvrtfinále na Elnura Mammadliho. Po zisku druhého místa na mistrovství světa v Rotterdamu šla jeho výkonnost dolů v důsledku nových pravidel od roku 2010. V roce 2012 se na olympijské hry v Londýně nekvalifikoval.

### Vítězství
- 2009 - 1x světový pohár (Bukurešť)

## Výsledky
| Olympijské hry    |    |     | úč. |    |    |     |
| Mistrovství světa |    | úč. |     | 2. | —  | úč. |
| Asijské hry       | 5. |     |     |    | 5. |     |
| Mistrovství Asie  |    | 1.  | 5.  | 3. |    | 3.  |